# Monika Aidelsburger
Monika Aidelsburger est une physicienne quantique allemande, professeure et chef de groupe à l'Université Ludwig Maximilian de Munich. Ses recherches portent sur la simulation quantique et les gaz atomiques ultra froids piégés dans des treillis optique (en). En 2021, les prix Alfred Krupp et prix scientifique Klung-Wilhelmy lui sont décernés.

## Formation
Monika Aidelsburger fait ses études doctorales à l'Université Louis-et-Maximilien de Munich, où elle travaille sous la direction d'Immanuel Bloch (en) . Son travail porte sur les atomes ultra froids (en) dans les treillis optiques.
Elle est ensuite chercheuse postdoctorale au Collège de France, où elle travaille aux côtés de Jean Dalibard sur les gaz de Bose uniformes. Sa thèse de doctorat est publiée par Springer Nature dans le cadre de leur série de thèses de doctorat remarquables.

## Recherche et carrière
En 2017, Monika Aidelsburger rejoint le corps professoral de l'Université Louis-et-Maximilien de Munich, où elle est promue professeure en 2019. Elle occupe en même temps un poste à l'Institut d'optique quantique Max Planck. Elle y postule avec succès pour une subvention du Conseil européen de la recherche afin de travailler sur la matière quantique synthétique.
Ses recherches portent sur les théories de jauge sur réseau et la façon dont elles se couplent à la matière fermionique. Elle effectue des simulations quantiques de structures à N corps. Ces simulations peuvent être réalisées avec un degré élevé de contrôle et peuvent aboutir à un comportement physique complexe, notamment la localisation à N corps (en) et la fragmentation de l'espace de Hilbert. Elles peuvent être conçues pour étudier les phases hors équilibre et les modèles de réseau topologiques, y compris le modèle Haldane et le papillon de Hofstadter (en),. Ses expériences contiennent généralement une étape de refroidissement laser, où les atomes sont refroidis à des températures très basses (générant soit des condensats de Bose-Einstein, soit des gaz de Fermi dégénérés), qu'elle piège dans des potentiels optiques générés par des faisceaux laser interférents,.
Le Fonds national suisse de la recherche scientifique la nomine sur AcademiaNet en 2021. Cette même année, elle reçoit à la fois le prix Alfred Krupp et le prix scientifique Klung-Wilhelmy.

## Prix et distinctions
- Bourse Marie Curie 2016[12]
- Prix Prinzessin Thérèse von Bayern 2019[13]
- Prix Alfred Krupp 2021[4]
- Prix scientifique Klung Wilhelmy 2021[14]

## Publications sélectionnées
- (en) Monika Aidelsburger, M Atala, M Lohse, Julio T. Barreiro, B Paredes et I Bloch, « Realization of the Hofstadter Hamiltonian with ultracold atoms in optical lattices », Physical Review Letters, Woodbury, APS, vol. 111, no 18,‎ 28 octobre 2013, p. 185301 (ISSN 0031-9007, 1079-7114 et 1092-0145, OCLC 1715834, BNF 34469702, PMID 24237530, DOI 10.1103/PHYSREVLETT.111.185301, arXiv 1308.0321).
- (en) M. Aidelsburger, M. Lohse, C. Schweizer, M. Atala, J. T. Barreiro, S. Nascimbène, N. R. Cooper, I. Bloch et N. Goldman, « Measuring the Chern number of Hofstadter bands with ultracold bosonic atoms », Nature Physics, NPG, vol. 11, no 2,‎ 22 décembre 2014, p. 162-166 (ISSN 1745-2473 et 1745-2481, OCLC 61856917, DOI 10.1038/NPHYS3171, arXiv 1407.4205).
- (en) Monika Aidelsburger, Atala M, Sylvain Nascimbène, Trotzky S, Chen YA et Bloch I, « Experimental realization of strong effective magnetic fields in an optical lattice », Physical Review Letters, Woodbury, APS, vol. 107, no 25,‎ 12 décembre 2011, p. 255301 (ISSN 0031-9007, 1079-7114 et 1092-0145, OCLC 1715834, BNF 34469702, PMID 22243087, DOI 10.1103/PHYSREVLETT.107.255301).